# Körtelep
Körtelep (ukránul: Круглий [Kruglij]), település Ukrajnában, Kárpátalján, a Rahói járásban.

## Fekvése
Rahó közelében fekvő település.

## Története
Európa közepét jelző obeliszket az Osztrák-Magyar Monarchia Térképészeti Intézete 1887-ben állíttatta fel Körtelep mellett, mely szerint itt található Európa földrajzi középpontja.
Az oszlop latin nyelvű szövege:
Locus Perennis
Dilicentissime cum libella
librationis quae est in Austria
et Hungaria confecta cum
mensura gradum meridionalium et
paralleloumerium Europeum.
MDCCCLXXXVII.
Magyarul:
„Ez egy állandó, pontos és örök hely, amelyet egy nagyon pontos, Ausztria-Magyarországon készült különleges hosszúsági és szélességi mérőműszerrel állapítottak meg. 1887.”
2020-ig Terebesfejérpatak társközsége volt.

## Népesség
A 2008-as népszámláláskor Körtelep 95 lakosából 2 volt magyar. 

## Nevezetességek
- Fatemploma
- Európa közepe emlékmű